# Carlos Tirado Macías
Carlos Tirado Macías fue un médico y político colombiano, nacido en Salamina (Caldas) en 1879 y fallecido en Bogotá en 1942. 

## Estudios
Hizo sus estudios de medicina general en la Universidad Nacional de Colombia, donde se doctoró en 1905, e hizo su especialización en ginecobstetricia en la Universidad de París. 
Se casó con Julia Uribe de Brigard el 18 de abril de 1923 y tuvo una única hija, Ana María Tirado Uribe.

## Vida política
Durante la Guerra de los Mil Días, estuvo preso en el Panóptico (hoy Museo Nacional de Colombia) por sus ideas liberales. Llamado el Castelar colombiano (por Emilio Castelar y Ripoll), hizo una importante carrera en el Senado de la República, el cual presidió durante la primera presidencia de Alfonso López Pumarejo. 
Perteneció a la denominada Gruta de Zaratustra como contertulio de Francisco Valencia, Aquilino Villegas, y Luis A. Calvo, a quien diagnosticó la lepra.

## Carrera médica
Presidió por 6 años (1924-1930) la Sociedad de Cirugía, fundadora del Hospital San José, el cual abrió sus puertas el 8 de febrero de 1925 bajo su dirección; allí inauguraría en 1928 un pabellón para el cuidado de los recién nacidos y las mujeres embarazadas.
Profesor titular de la cátedra de Clínica Ginecológica en la Universidad Nacional de Colombia, Tirado Macías hizo una brillante carrera científica y fue uno de los padres fundadores de la ginecología moderna en Colombia. Falleció en Bogotá en el año 1942.